# Waldfischbach-Burgalben
Waldfischbach-Burgalben – miejscowość i gmina w Niemczech, w kraju związkowym Nadrenia-Palatynat, w powiecie Südwestpfalz, siedziba gminy związkowej Waldfischbach-Burgalben.